# 安達時顕
安達 時顕（あだち ときあき）は、鎌倉時代末期の鎌倉幕府の有力御家人。秋田城介。安達氏の一族で、父は霜月騒動で討たれた安達宗顕。

## 生涯
弘安8年（1285年）の霜月騒動で父宗顕をはじめ一族の多くが滅ぼされたが、幼子であった時顕は乳母に抱かれて難を逃れた。その後は政村流北条氏の庇護下にあったようであり、徳治2年（1307年）までにはその当主・北条時村を烏帽子親に元服し｢時｣の字を賜って時顕を名乗ったとされている。永仁元年（1293年）の平禅門の乱で平頼綱が滅ぼされた後に安達一族の復帰が認められると、やがて時顕が安達氏家督である秋田城介を継承したが、これを継承できる可能性を持つ血統が幾つかある中で時顕が選ばれたのも政村流北条氏、すなわちこの当時政界の中枢にあった北条時村の影響によるものとされている。史料で確認できるところでは、時顕の初見は『一代要記』徳治2年（1307年）1月22日条であり、翌徳治3年（のち延慶元年、1308年）の段階では秋田城介であったことが確実である。
応長元年（1311年）、9代執権北条貞時の死去にあたり、時顕は貞時から長崎円喜と共に9歳の嫡子高時の後見を託された。正和2年（1313年）、五番引付頭人に就任。文保元年（1317年）に霜月騒動で討たれた父宗顕の33回忌供養を行う。正和5年（1316年）、14歳で執権職を継いだ高時に娘を嫁がせて北条得宗家の外戚となり、また時顕の嫡子高景は長崎円喜の娘を妻に迎え、内管領とも縁戚関係を結んで権勢を強めた。
元亨4年（1324年）9月、後醍醐天皇の倒幕計画が発覚し、関与した公家らが六波羅探題によって処罰され、弁明のために後醍醐天皇から鎌倉に派遣された万里小路宣房を長崎円喜と共に詰問し、困惑する宣房が時顕を恐れる様が嘲弄を招いたという。正中3年（1326年）3月、高時の出家に従って時顕も出家し法名の延明を称する。高時の後継者を巡り、高時の妾で御内人の娘が産んだ太郎邦時を推す長崎氏に対し、高時の舅である時顕と高時の母の覚海円成ら安達一族が反対して高時の同母弟泰家を推す対立が起こり、北条一門がそれに巻き込まれる事態となっているが、最終的には邦時が嫡子の扱いとなっている（嘉暦の騒動）。翌嘉暦2年（1327年）に四番引付頭人に移るも、元徳2年（1330年）に辞任。
元弘3年/正慶2年（1333年）の幕府滅亡に際し、東勝寺で北条一門と共に自害した（東勝寺合戦）。